# Albert Lorey Groll

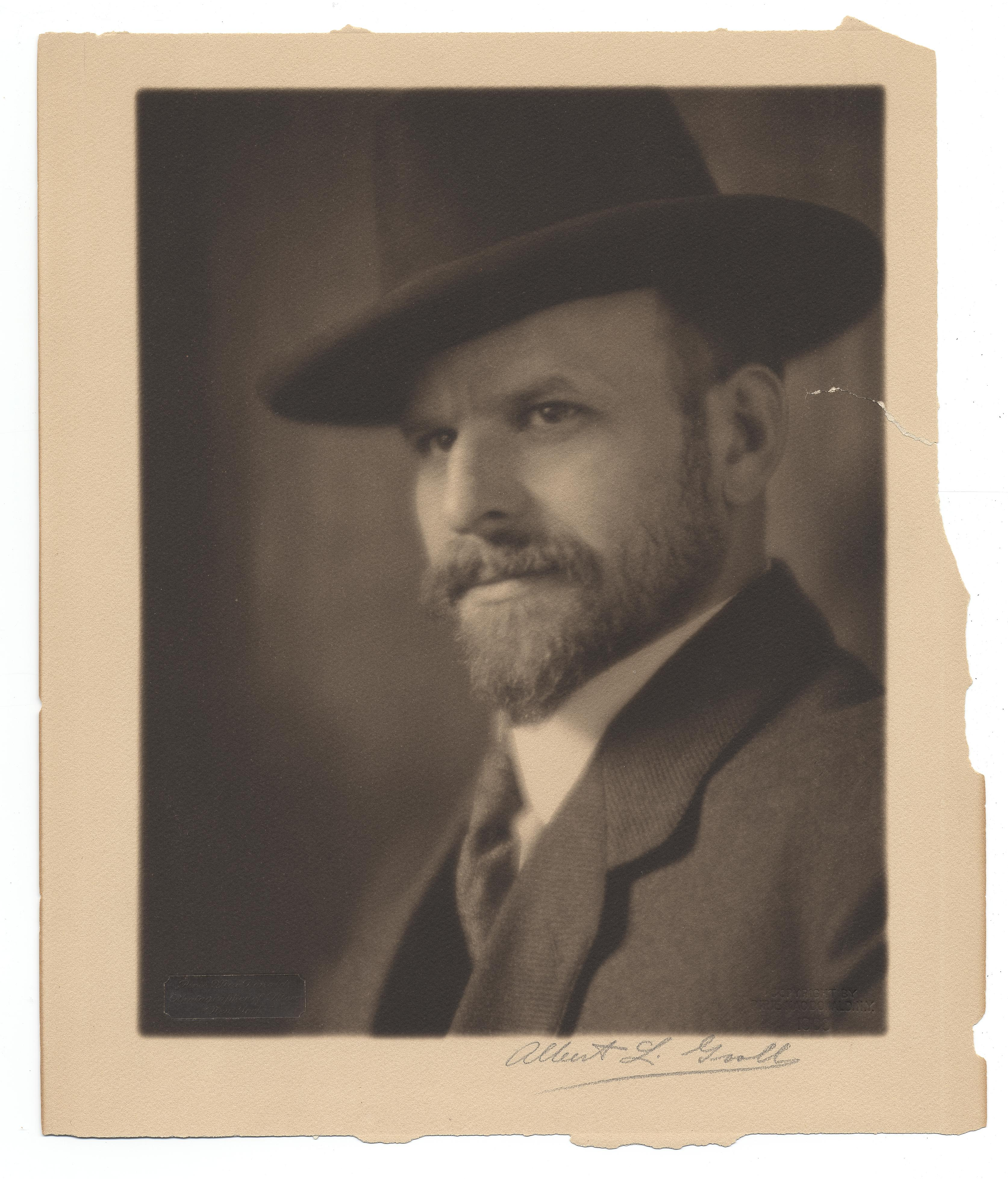
Albert L. Groll, 1906

Albert Lorey Groll (* 8. April 1866 in New York City; † 9. Oktober 1952 ebenda) war ein US-amerikanischer Landschaftsmaler und Radierer, der insbesondere für seine Darstellungen des amerikanischen Südwestens bekannt wurde.

## Leben
Albert Lorey Groll wurde 1866 in New York als Sohn eines Darmstädter Apothekers geboren. Er studierte an der Akademie der Bildenden Künste in München bei Nikolaos Gysis und Ludwig von Löfftz, an der Royal Academy of Fine Arts in Antwerpen und verbrachte einige Zeit in London. Nach seiner Rückkehr nach New York 1895 wandte er sich von der Figurenmalerei ab und der Landschaftsmalerei zu, unter anderem wegen der hohen Kosten für Modelle. 1904 unternahm Albert Groll seine erste Reise in den amerikanischen Südwesten in Begleitung des Ethnographen Stewart Culin vom Brooklyn Museum. Später reiste er mit dem Künstler William Robinson Leigh nach New Mexico. Die Laguna Pueblo verliehen ihm in Anerkennung seiner eindrucksvollen Landschaftsgemälde den Ehrennamen Chief Bald Head Eagle Eye. Albert Groll unterhielt ein Atelier in den Gainsborough Studios in Manhattan und erhielt zahlreiche Auszeichnungen, darunter 1904 den Shaw Prize des Salmagundi Clubs und 1906 die Goldmedaille der Pennsylvania Academy of Fine Arts. 1910 wurde er in die National Academy of Design gewählt, 1919 wurde er assoziiertes Mitglied der Taos Society of Artists und 1933 Mitglied des National Institute of Arts and Letters. Er starb am 2. Oktober 1952 im Alter von 85 Jahren in New York.

## Werk

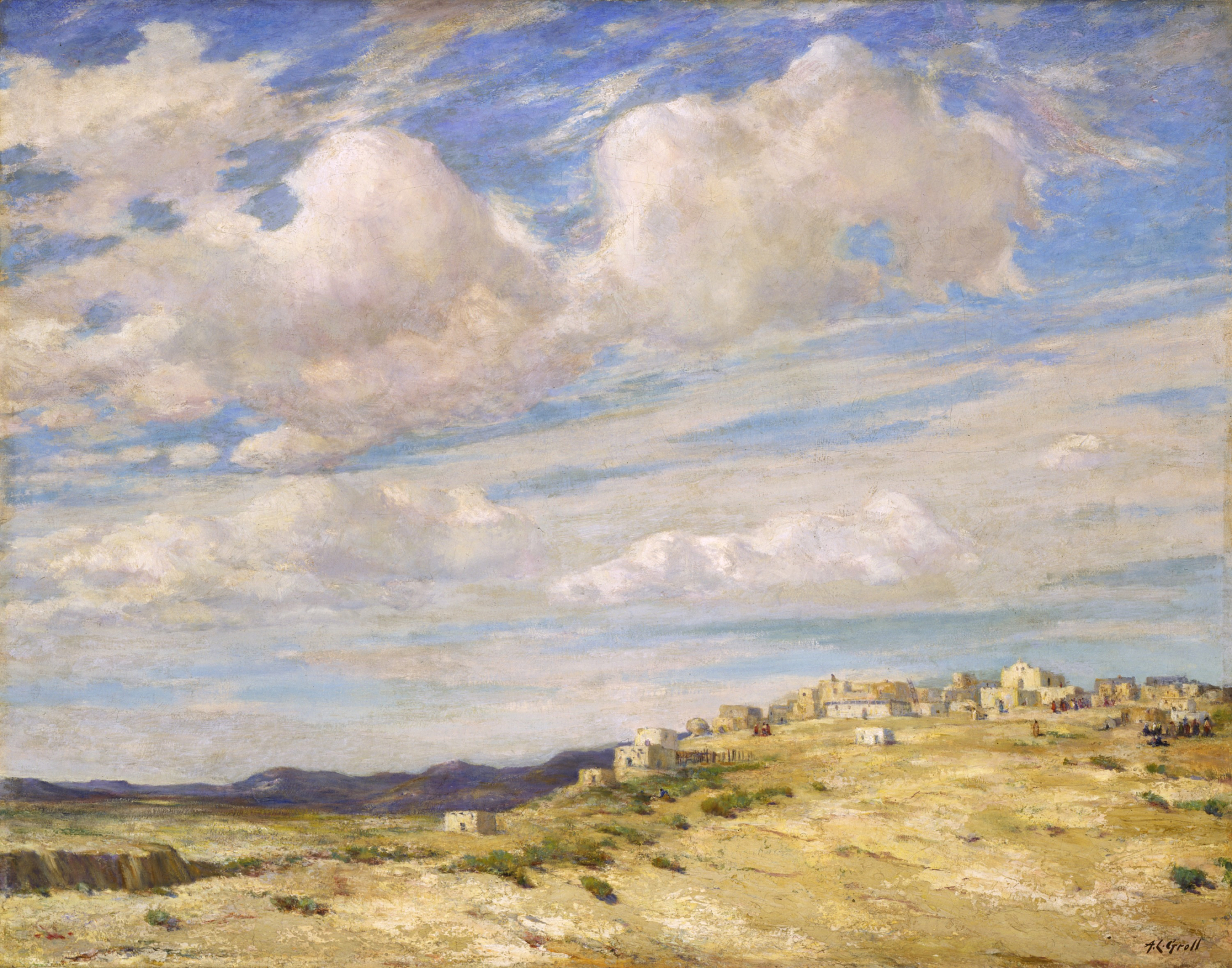
Albert L. Groll: Laguna, New Mexico, 1912. Smithsonian American Art Museum

Albert Grolls Werke zeichnen sich durch eine virtuose Technik, kräftige Farben und eine lyrische Herangehensweise an die Landschaftsmalerei aus. Seine Werke sind überwiegend realistisch, enthalten aber auch abstrakte Elemente. Er trug maßgeblich dazu bei, die Wüste als künstlerisches Motiv in der amerikanischen Kunst zu etablieren und inspirierte andere Künstler, den Südwesten der USA zu erkunden. Seine Bilder sind in den Sammlungen renommierter Museen vertreten, darunter das Smithsonian American Art Museum, das Gilcrease Museum und das University of Arizona Museum of Art.